# NGC 2060
NGC 2060 је остатак супернове у сазвежђу Златна риба која се налази на NGC листи објеката дубоког неба.
Деклинација објекта је - 69° 10' 23" а ректасцензија 5h 37m 51,6s. Привидна величина (магнитуда) објекта NGC 2060 износи 9,6 а фотографска магнитуда 9,7. NGC 2060 је још познат и под ознакама ESO 57-EN1.